# Musica per sonorizzazioni
Per musica per sonorizzazioni, anche nota con l'equivalente inglese library music, si intende la musica adoperata per accompagnare produzioni audiovisive e multimediali come i programmi televisivi, le pubblicità e i documentari.

## Caratteristiche
La musica per sonorizzazioni si è sempre caratterizzata per la sua natura estremamente eterogenea. Gli artisti che la eseguono spaziano dal jazz, al rock, alla psichedelia e alla musica elettronica e d'avanguardia. Grazie alla sua natura eccentrica, la musica per sonorizzazioni è riuscita in più occasioni ad anticipare correnti musicali che sarebbero venute in seguito come l'IDM e la musica industriale.
Sebbene molta library music venga considerata di scarsa qualità, diversi autori sono riusciti a incidere, specialmente fra la fine degli anni sessanta e la metà del decennio seguente, composizioni rinomate fra gli appassionati. La libertà concessa ai musicisti di approfondire percorsi sonori insoliti e la conseguente originalità delle musiche registrate per la televisione hanno permesso ad esse di diventare materiale di culto.

## Artisti
Fra le personalità che hanno fatto della musica per sonorizzazioni un'arte vi sono Delia Derbyshire, Ron Geesin, Anthony Phillips e Janko Nilović.
L'Italia vanta una delle scene di library music più vivaci con il suo grande numero di esponenti che hanno ampliato gli archivi della Rai. Fra essi vale la pena segnalare Ennio Morricone, Piero Umiliani, Stelvio Cipriani, Sandro Brugnolini, Amedeo Tommasi, Daniela Casa, Egisto Macchi, Stefano Torossi e Alessandro Alessandroni. Più recentemente vi si sono accostati compositori come Andrea Montepaone, Maurizio Abeni e i Calibro 35. La musica per sonorizzazioni ha inoltre ispirato artisti come i Broadcast, i Demdike Stare più quelli scritturati dall'etichetta Ghost Box.

## Etichette discografiche
Fra le principali etichette discografiche di library music si contano la KPM Musichouse, la Editions Montparnasse 2000, la Gemelli e la Selected Sound. Più recentemente, negli anni 2010, diverse etichette hanno riscoperto le musiche per la televisione e le hanno ristampate per il mercato discografico.